# Gervonta Davis
Gervonta Davis (Baltimore, 7 november 1994), bijgenaamd Tank, is een Amerikaans bokser.

## Carrière
Davis begon op vijfjarige leeftijd met boksen in de Upton Boxing Gym in Baltimore. Hij won een paar toernooien en de Nationale Golden Gloves-kampioenschap 2012. In totaal vocht hij 221 amateurwedstrijden waarvan hij er 206 won.
Davis maakte zijn professionele debuut op 22 februari 2013 met een overwinning middels een knock-out in de eerste ronde op Desi Williams. Van zijn volgende 16 gevechten won hij er 15 op KO, waarvan 11 binnen slechts twee ronden.

### Wereldtitels
Op 14 januari 2017 won Davis in het Barclays Center in New York de IBF-wereldtitel in het supervedergewicht door een overwinning in de zevende ronde tegen de ongeslagen José Pedraza uit Puerto Rico. In mei 2017 won hij zijn eerste titelverdediging tegen de eveneens ongeslagen Brit Liam Walsh in de derde ronde. Op 26 augustus 2017 versloeg hij Francisco Fonseca uit Costa Rica door een KO in de achtste ronde. Davis raakte echter vóór het gevecht de IBF-titel kwijt omdat hij de gewichtslimiet overschreden had.
Op 21 april 2018 won Davis de vacante WBA-wereldtitel supervedergewicht na het verslaan van Jesús Cuellar door middel van een technische knock-out in de derde ronde. Vervolgens verdedigde hij zijn titel tegen Hugo Ruiz en Ricardo Nunez.
Davis vocht op 28 december 2019 voor de WBA-lichtgewichttitel tegen de Cubaan Yuriorkis Gamboa en won op TKO in de twaalfde ronde. Op 31 oktober 2020 versloeg hij Léo Santa Cruz middels een KO in de zesde ronde. Op 26 juni 2021 won Davis ook de WBA-superlichtgewichttitel door Mario Barrios te verslaan door middel van een TKO in de elfde ronde. Vervolgens verdedigde hij zijn WBA-lichtgewichttitel achtereenvolgens tegen Isaac Cruz, Rolando Romero en  Héctor García.

### Gevecht tegen Ryan Garcia
Op 22 april 2023 stond Davis tegenover landgenoot Ryan Garcia in de T-Mobile Arena in Las Vegas. Het gevecht was een gezamenlijk PPV-evenement tussen Showtime en DAZN. Davis versloeg Garcia door middel van een KO in de zevende ronde na een lichaamsstoot die zijn tegenstander ervan weerhield de telling te verslaan. Eerder in het gevecht sloeg hij Garcia in de tweede ronde met een gewelddadige linkerstoot tegen het canvas nadat zijn tegenstander agressief aan de ronde was begonnen. Davis stond voor op de kaarten van alle drie de juryleden voordat het gevecht werd gestopt.